# Mehrdád Puládi
Mehrdád Puládi (perzsául: مهرداد پولادی; Karadzs, 1987. február 26. –) iráni válogatott labdarúgó, az es-Sahánija hátvédje, de a katari első osztályú klub középpályásként is számíthat rá.
Korábban csatárként játszott.